# Félix Thomas
Félix Thomas (* 29. September 1815 in Nantes; † 5. April 1875 ebenda) war ein französischer Maler, Architekt, Bildhauer und Kupferstecher.

## Leben
Thomas wurde 1815 als Sohn des Händlers Édouard Thomas († 1854) und der Aimée-Marie Baudot in Nantes im Hause seines Großvaters geboren. Nach dem Besuch der École polytechnique in seiner Heimatstadt ging er 1838 zum Studium an die École des beaux-arts in Paris, wo er Schüler des Architekten und Kunsthistorikers Louis-Hippolyte Lebas wurde. 1845 erhielt er für seinen Entwurf einer hauptstädtischen Kathedralkirche den Premier Grand Prix de Rome in der Klasse Architektur. Dieser Preis war verbunden mit einem mehrjährigen Forschungsstipendium in der Villa Medici in Rom, dortigem Sitz der Académie de France. Nach ausgedehnten Reisen durch Italien besuchte er 1850 auch Griechenland und die kleinasiatische Ägäisküste, bevor er schließlich im April 1851 nach Frankreich zurückkehrte.

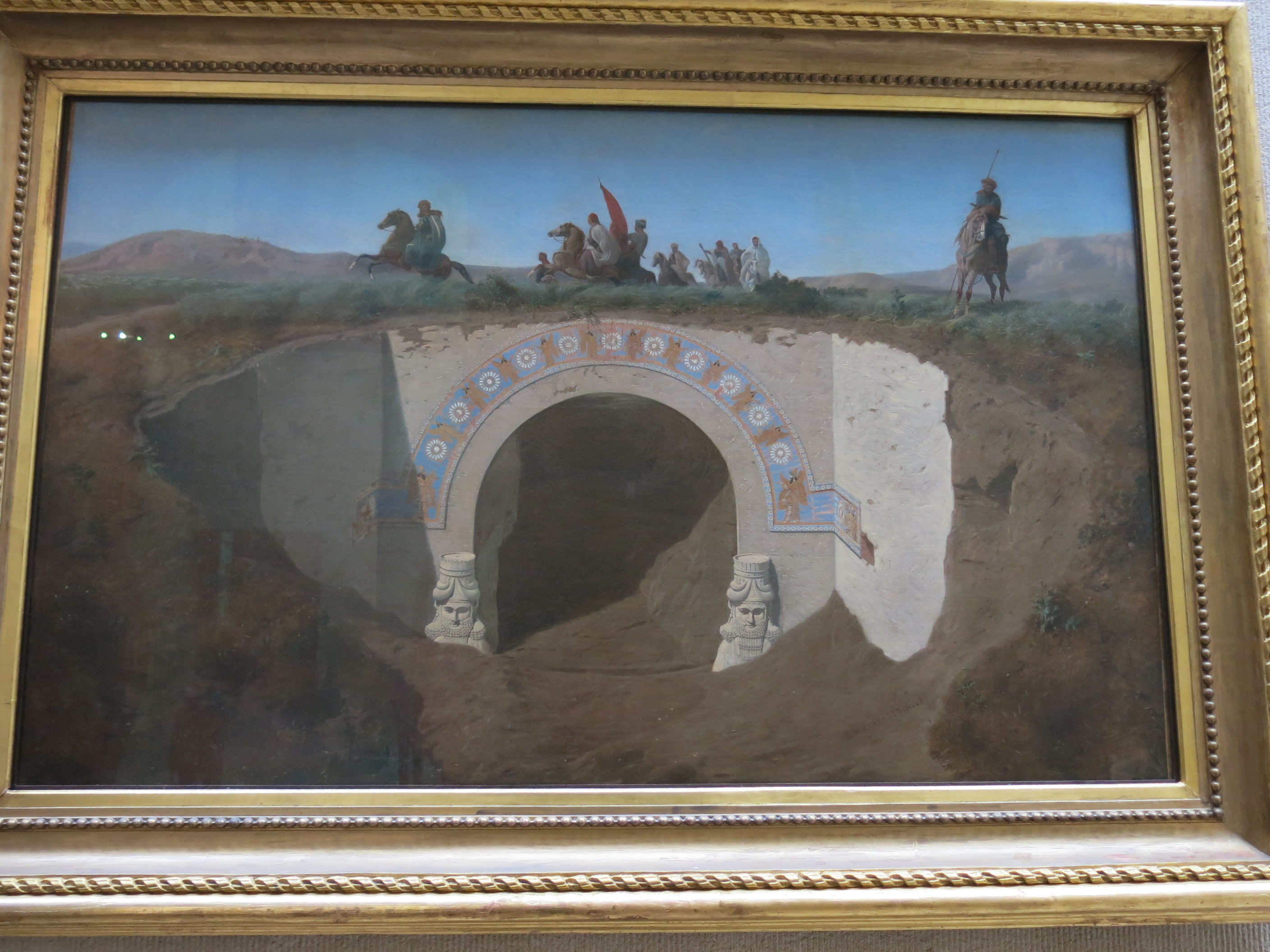
Besuch des Pascha von Mossul auf den Ausgrabungen in Chorsabad
Gemälde von Félix Thomas (ausgestellt im Pariser Salon von 1863, heute im Musée du Louvre)

Bereits wenige Monate später, im September 1851, wurde er von der französischen Regierung beauftragt, als Architekt und Zeichner an der Grabungsexpedition des französischen Diplomaten und Orientalisten Fulgence Fresnel nach Mesopotamien teilzunehmen. Im Juli 1852 erreichte die Expedition Babylon, wo sie mit ersten Ausgrabungen im Palastbereich (Kasr) begann. Nachdem Thomas bereits Ende 1852 aus gesundheitlichen Gründen die Expedition verlassen musste, reiste er nach Mossul, wo er Anfang 1853 vom französischen Konsul und Archäologen Victor Place für einige Monate engagiert wurde, um mit ihm die 1843 von Paul-Émile Botta begonnenen Ausgrabungen im Palast des assyrischen Königs Sargon in Chorsabad, dem alten Dur Šarrukin im heutigen Irak fortzusetzen. In diesem Rahmen schuf er Geländeaufnahmen, Vermessungen, Skizzen und Zeichnungen, vor allem aber zeichnerische Rekonstruktionen der ergrabenen Architekturreste, die einen wichtigen Beitrag zu den großen zeitgenössischen archäologischen Publikationen zu Ninive, Assyrien und Babylonien und zur bildlichen Vorstellung dieser Kulturen in der Öffentlichkeit darstellen.
Nach seiner Rückkehr nach Frankreich wandte er sich verstärkt der Malerei zu und wurde Schüler des in Paris lebenden Schweizer Malers Charles Gleyre, der ebenso wie Thomas den Orient bereist hatte und in seinem Werk verarbeitet. In dieser Phase schuf Thomas seine durch seine Reisen und Tätigkeiten inspirierten Gemälde orientalischer Motive. Seine späteren Jahre verbrachte er zurückgezogen hauptsächlich in seinem Atelier in Nantes und in seinem Ferienhaus in Pornic, ca. 50 km westlich von Nantes an der bretonischen Atlantikküste. Seine Bilder zeigen jetzt vor allem italienische und bretonische Landschaften. Der Baron de Girardot charakterisiert ihn in einer Lebensbeschreibung als: „Modeste jusqu'à l'excès, retiré, solitaire, il peignait pour lui, pour satisfaire un besoin de sa nature.“
Thomas blieb unverheiratet und starb in seinem Haus in Nantes am 5. April 1875.
Sein Neffe Gaston Serpette, Sohn seiner Schwester Amélie Marie-Aimée (* 1823), gewann 1871 den Grand Prix de Rome in der Klasse Musik.

## Werke
Die Bedeutung von Félix Thomas als Architekt liegt weniger auf baulichem als vielmehr auf zeichnerischen Gebiet, vor allem in seinen auf Grundlage der Grabungsbefunde geschaffenen Rekonstruktionen altorientalischer Bauwerke. Werke des Malers Félix Thomas befinden sich heute u. a. im Pariser Louvre und im Musée des Beaux-Arts in Nantes. Ein ausführliches Verzeichnis seiner Werke gibt der Baron de Girardot.
Gedruckte Werke:
- Jules Oppert: Expédition scientifique en Mésopotamie. Exécutée par ordre du gouvernement de 1851 à 1854 par Mm. Fulgence Fresnel, Félix Thomas et Jules Oppert. 2 Bände und Atlasband. Imprimerie Impériale, Paris 1857–1863. (Band 1 online bei google.)
- Victor Place: Ninive et l'Assyrie. Par Victor Place, … avec des Essais de restauration par Félix Thomas. 3 Bände. Imprimerie Impériale, Paris 1867–1870. (Alle Bände online in der Universitätsbibliothek Heidelberg).

## Auszeichnungen und Ehrungen
- Prix de Rome: Premier Grand Prix in der Kategorie Architektur, 1845
- seit 1855 Teilnahme am Pariser Kunstsalon, vor allem mit Landschaftsgemälden; 1859: Medaille 2. Klasse, 1865: Medaille 1. Klasse[4]
- 3. Preis bei der Weltausstellung 1867 in der Kategorie Architektur
- Ritter der Ehrenlegion für seine Verdienste um Wissenschaft und Kunst, 1867

## Memoria
- 1878 veröffentlichte der in Nantes lebende Jurist und Dichter Joseph Rousse (1838–1909) in seinen Cantilènes ein sehr persönlich gehaltenes Gedicht À la mémoire de Félix Thomas.[5]
- 1905 wurde in seiner Heimatstadt Nantes die Rue Félix Thomas nach ihm benannt.[6]